# Epistaxe
Epistaxe, neboli krvácení z nosu, je přechodné krvácení z porušených cév v oblasti nosní sliznice.
Příčinou může být trauma, akutní nebo chronická rýma, adenoidní vegetace, těžké ataky kašle (při černém kašli či akutním zánětu hrtanu a průdušek), horečnaté infekce (a jiná onemocnění provázená hemoragickou diatézou), tumory v nosohltanu či cizí tělesa, nebo také nadměrné rýpání do nosu prstem.
Při silném krvácení jsou léčbou lokální hemostyptika a tamponáda vsedě.